# Arabella (Bilbao)
|  | Aquest article tracta sobre el barri de Bilbao. Si cerqueu l'òpera de Richard Strauss, vegeu «Arabella». |

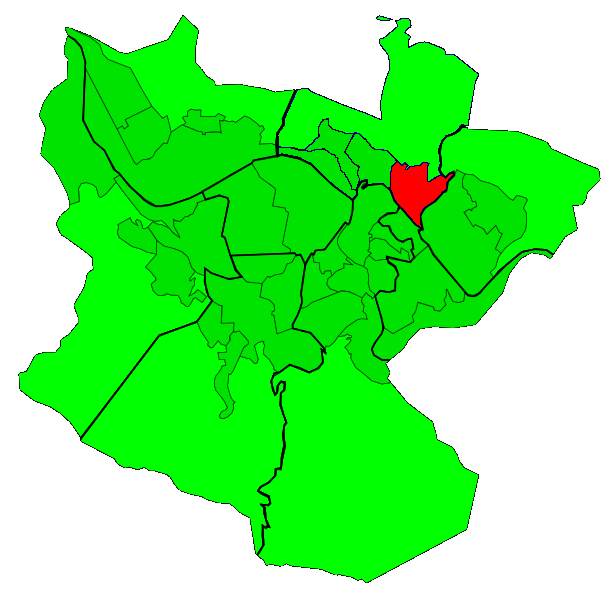
Ubicació d'Arabella i Zurbaran

Arabella és un barri de Bilbao dins el districte d'Uribarri, que forma una unitat amb el barri de Zurbaran. És el barri més alt de Bilbao (250 metres sobre el nivell del mar al vessant de les Artxanda). Limita al nord amb Sondika, al sud amb Otxarkoaga i Txurdinaga i a l'oest amb Zurbaran.

## Transports
Al barri només hi passa una línia d'autobús.
| Línia | Recorregut          | Freqüència (min) |
| ----- | ------------------- | ---------------- |
| 62    | Termibus - Arabella | 20´              |